# Gaetano Mancini
Gaetano Mancini (Malito, 23 settembre 1923 – Cosenza, 9 gennaio 2012) è stato un politico e dirigente pubblico italiano, senatore dal 1968 al 1972..

## Biografia
Figura storica del Socialismo calabrese e nazionale, cugino dell'ex Ministro e Segretario del Partito Socialista Italiano Giacomo Mancini, diventa Senatore alle elezioni politiche Italiane del 1968 tra le file del Partito Socialista Italiano, prima ricopriva la carica di consigliere provinciale di Cosenza.
Dal 1990 al 1992 è stato presidente dell'EFIM (Ente per il finanziamento delle industrie manifatturiere), holding tra i colossi delle partecipazioni statali Italiane.